# Gampong Mutia
Gampong Mutia is een bestuurslaag in het regentschap Langsa van de provincie Atjeh, Indonesië. Gampong Mutia telt 2614 inwoners (volkstelling 2010).